# Icarito
Icarito fue un suplemento educativo del periódico chileno La Tercera, dirigido en un principio al segundo ciclo de educación básica. 
La primera edición apareció junto al diario La Tercera de La Hora el miércoles 18 de septiembre de 1968; al principio se publicó en formato tabloide (del mismo tamaño que el periódico). Los creadores de Icarito son los dibujantes: Carlos Cabrera (Ariel), Jorge Mateluna (Mateluna) y Jalid Dacaret (Jalid).[cita requerida]
Hasta el número 798 (publicado en 1984) era un suplemento tamaño tabloide (los últimos números, recortados y engrapados, igual que De mujer a mujer y Buen domingo) con variados temas educativos, efemérides, notas de interés, concursos, historietas y pasatiempos). A partir del número 799 comienza la época más recordada: la colección "Todo de una vez", donde un tema es tratado en profundidad, redactado periodísticamente, en un formato medio tabloide engrapado, con 32 páginas a todo color. El primer número de estos especiales estuvo dedicada al cuerpo humano y el segundo al Universo.
A finales de la década de 1980, Icarito introduce las láminas recortables. Estas consistían en una hoja tamaño Mercurio (o doble tabloide) en papel Bio Bío donde por un lado estaban impresas imágenes habitualmente en relación con el tema de la revista y al reverso, su descripción. A mediados de los años 1990, el tamaño de la lámina se redujo a una hoja tabloide. En ocasiones como la Navidad, esta lámina venía con figuras recortables de un pesebre. 
En 1994, Copesa amplía el uso de la marca Icarito con dos productos: En marzo lanza Soluciones Escolares Icarito, una publicación que contenía temas escolares y se adjuntaban coleccionables como atlas, diccionarios, láminas y libros del programa del Ministerio de Educación. En septiembre y, en conjunto con la renovación del diario La Tercera, se publica el coleccionable Enciclopedia Visual Icarito, una serie de fascículos coleccionables para formar una biblioteca, editada por Dorling Kindersley. 
También existió una versión preescolar, llamada Mi primer Icarito. 
En 1997 nuevamente cambia de tamaño y de estructura para adecuarse a las nuevas metodologías de enseñanza derivadas de la implementación de la JEC o jornada escolar completa. 
Icarito dejó de circular junto a La Tercera en formato papel hasta 2009, siendo su último tema "Mitos y Leyendas de Chile". 
En 2018, y con motivo del 50° aniversario de la fundación de Icarito, el diario La Cuarta entregó una serie de tres publicaciones especiales de Icarito, relacionadas con las Fiestas Patrias.
Icarito continúa vía Internet y hasta 2022 tenía cuatro secciones:1 a 4 Básico; 5 a 8 Básico; Biografías y Tareas.
Sin embargo, a partir de 2023, Icarito relanzó su plataforma digital, desarrollando contenidos de Enseñanza Media. También incorporó dentro de todo su sitio web una herramienta de lectura por voz de contenidos, para fomentar la inclusión de niñas, niños, adolescentes y adultos con discapacidad auditiva o visual.
Desde 2023, Icarito es parte del ecosistema de educación de La Tercera, aliándose con la plataforma de educación superior y postgrados EducaLT, la cual desarrolló un buscador avanzado de carreras, un comparador de programas de pre y postgrados y crea contenidos vinculados al sistema de educación superior en Chile.

## Reconocimientos
Icarito ha recibido muchos reconocimientos y premios por su difusión educativa, entre ellos los que destacan: Premio de Excelencia Periodística Sociedad Interamericana de la Prensa, en categoría Diario en la Educación para el equipo periodístico encabezado por Deyse Sandoval (2008), Consejo Mundial de Educación (1984), Colegio San Agustín (1985), Colegio Parroquial San Miguel (1985), Comisión Chilena de Energía Nuclear (1986), Organización Participa (1990), Sociedad Científica de Chile (1991), Consejo Nacional de Instituciones Privadas de Formación Superior (1991 y 1995), Universidad Blas Cañas (1992).